# Iwona Kurz
Iwona Kurz (ur. 14 kwietnia 1972 w Białymstoku) – polska krytyczka filmowa i historyczka kultury

## Życiorys
W 1996 ukończyła studia polonistyczne na Uniwersytecie Warszawskim. W 2002 obroniła pracę doktorską Wizerunki bohaterów wyobraźni zbiorowej w kulturze polskiej lat 1955–1969 napisaną pod kierunkiem Małgorzaty Szpakowskiej. Od 2002 pracownik Instytutu Kultury Polskiej na Uniwersytecie Warszawskim. Zajmuje się historią nowoczesnej kultury polskiej, antropologią kultury wizualnej i problematyką gender. Publikuje m.in. w Dialogu, Dwutygodniku, Kinie, Kwartalniku Filmowym i Kulturze Współczesnej. Jurorka Nagrody im. Bolesława Michałka. Współredagowała pismo Widok. Teorie i praktyki kultury wizualnej wydawane wspólnie przez Instytut Kultury Polskiej oraz Instytut Badań Literackich PAN.

## Nagrody i wyróżnienia
Za książkę Twarz w tłumie. Wizerunki bohaterów wyobraźni zbiorowej w kulturze polskiej lat 1955–1969 otrzymała Nagrodę im. Bolesława Michałka za najlepszą książkę filmoznawczą 2005 roku oraz nominację do Nagrody Literackiej Nike 2006.

## Publikacje
- Twarz w tłumie. Wizerunki bohaterów wyobraźni zbiorowej w kulturze polskiej lat 1955–1969 (Wydawnictwo Świat Literacki, 2005)
- Obyczaje polskie. Wiek XX w krótkich hasłach (2008), współautorka
- Film i historia (2008), redaktor antologii

podręczniki akademickie (współredaktorka):
- Antropologia ciała (2008)
- Antropologia kultury wizualnej (2012)